# Norialsus somersetti
Norialsus somersetti är en insektsart som beskrevs av Van Stalle 1986. Norialsus somersetti ingår i släktet Norialsus och familjen kilstritar. Inga underarter finns listade i Catalogue of Life.